# Sirius (fusée)
Pour les articles homonymes, voir Sirius (homonymie).
Sirius est une famille de  lanceurs spatiaux légers développée par la société française Sirius Space Services dont le premier vol est prévu en 2026. La gamme comprend trois lanceurs dont la capacité va de 175 kg à 1100 kg en orbite héliosynchrone. Tous ces lanceurs utilisent un moteur-fusée à ergols liquides Star-1 développé en interne qui brûle un mélange de méthane et d'oxygène liquide et dont la poussée est de 55 kiloNewtons.

## Historique
La société Sirius Space Services est créée en avril 2020 à la même époque que plusieurs autres start-up ayant également pour objectif de développer un lanceur léger : MaiaSpace filiale de ArianeGroup, HyPrSpace et Latitude. Son but est de développer des lanceurs légers permettant de répondre de répondre aux besoins des petits opérateurs de satellites. L'objectif final est que ces lanceurs soient réutilisables. Les dirigeants et principaux responsables viennent des principaux acteurs du secteur spatial français et européen (ArianeGroup, Arianespace, Agence spatiale européenne, Starsem).
En mai 2023, une première campagne d'essais du moteur-fusée Star-1 développé en interne est menée sur le banc d'essais de Vernon géré par ArianeGroup (deux essais de fonctionnement d'une durée respective de 8 et 10 secondes). En décembre 2023, une deuxième campagne d'essais est menée sur le site de Lampoldshausen de l'agence spatiale allemande avec un cumul de fonctionnement de 60 secondes. La société Sirius Space Services fait partie des quatre constructeurs français de lanceur léger susceptibles de bénéficier d'une enveloppe totale de 400 millions euros dont le versement a été annoncé en mars 2024 au titre du plan d'investissement France 2030. Une petite avance doit être versée pour financer le développement des lanceurs mais le versement de l'essentiel de cette somme est conditionné par la réussite d'un premier vol entre 2026 et 2028.
La société envisage deux sites de lancement, le Centre spatial guyanais et l'Arnhem Space Centre (en) en Australie.

## Lanceurs
Sirius Space Services développe une gamme de lanceurs légers qui comprend trois lanceurs : 
- Sirius 1 est un lanceur bi-étages de 27 mètres de haut et d'une masse au décollage de 28,5 tonnes. Le premier étage est propulsé par 9 Star-1. Ce moteur-fusée à ergols liquides, développé en interne, brûle un mélange de méthane et d'oxygène liquide et a une poussée de 55 kiloNewtons. Sa fabrication est réalisée à 85% en impression 3D. Le deuxième étage est propulsé par un moteur Star-1 unique optimisé pour un fonctionnement dans le vide (tuyère allongée). La construction de la fusée fait un usage important de composants disponibles sur étagère. Le lanceur, dont le premier vol est prévu en 2026, peut placer 175 kilogramme sur une orbite héliosynchrone de 500 km ;
- Sirius 13 est un lanceur bi-étages de 29 mètres de haut et d'une masse au décollage de 76 tonnes. Le premier étage est constitué par trois étages similaires à celui du Sirius 1 et est donc propulsé par 27 Star-1. Le lanceur, dont le premier vol est prévu en 2027, peut placer 500 kilogramme sur une orbite héliosynchrone de 500 km ;
- Sirius 15 est un lanceur bi-étages de 29 mètres de haut et d'une masse au décollage de 125 tonnes. Le premier étage est constitué par cinq étages similaires à celui du Sirius 1 et est donc propulsé par 45  Star-1. Le lanceur, dont le premier vol est prévu en 2028, peut placer 800 kilogramme sur une orbite héliosynchrone de 500 km.